# 李産
李 産（り さん、生没年不詳）は、五胡十六国時代前燕の人物。字は子喬。范陽郡の出身。

## 生涯
幼い頃より剛毅な性格であり、品徳と気節を有していた。
永嘉の乱により中原が乱れると、李産と同郷であった豫州刺史祖逖は南土において部衆を擁しており、合従連横を好んで自らの勢力を保っていた。李産は彼の下に赴くと、これに帰順した。
大興4年（321年）10月、祖逖が死ぬと弟の祖約が後を継いだが、彼には部衆を慰撫する事が無く、人心は離散していった。李産は祖約の志が祖逖とは異なるのを見て、親族へ「北方は混乱の最中にあり、このような遠方まで至ったが、それは宗族の無事を願ったからだ。今、祖約は不測の志を有しており、我は親族の命を預かっているからには、早く身の振り方を定めねば、不義の立場へ陥ってしまう。目先の利益の為に長久の策を忘れる事は出来ぬ」と述べ、子弟10人余りと共に密かに故郷へ帰った。
その後、後趙に仕えて范陽郡太守に任じられた。
永和6年（350年）2月、前燕の慕容儁が南征を開始すると、3月には前鋒が郡境に至った。郷里の人は皆、李産に降伏するよう勧めたが、李産は「人の禄を受けたならば、安危もまた同じくすべきである。今、もし節を捨てて保身を図れば、義士は我を何と言うであろうか」と述べ、取り合わなかった。しかし、その後前燕軍の攻勢により城が陥落すると、始めて軍門を詣で、八城の令長と共に降伏した。慕容儁は「卿は石氏の寵任を受け、本郡に錦を飾りながら、どうしてこの時に功を立てることも出来ず、却ってその身を委ねているのか。烈士が身を固めて処す際、このようにするというのかね」と嘲笑すると、李産は涙を流して「真に天命の帰するところを知れば、臣のような者が抗することはありません。犬馬を主と為そうとも、尽力を忘れることはありません。しかしながら、孤立してしまった事により、力を尽くすも勢力は窮し、励もうにも術がありませんので、死を願うのです。忠誠を尽くすために来たのではありません」と述べた。慕容儁はその志を喜び、左右の側近へ「これこそ真の長者であるろう」と述べ、李産を登用して引き続き范陽郡太守に任じた。その後、子の李績もまた前燕に帰順している。
李産は前燕において重用され、その位は尚書にまで至った。
彼は剛直・方正であり、いつも直言を好んだ。謁見の場においては、朝政の得失を論じない事は無く、同輩はみな彼を敬いながらも恐れた。慕容儁もまた彼の学識深く上品な様を重んじた。
やがて、老齢により複雑な事務を処理するには耐えないとして、強く辞職を請うようになった。その為、太子太保に移った。
彼は子の李績へ「我の才ではここが行き着く先であろう。始めの願いからすれば過ぎたるものである。西夕（老人）の年になって、来今（これより先の時代）に笑われる事も出来ぬ」と言い、遂に職を辞して郷里に帰った。やがて家において亡くなった。